# Грудень 2012
Гру́день 2012 — дванадцятий і останній місяць 2012 року, що розпочався в суботу 1 грудня та закінчився в понеділок 31 грудня.

## Події
- 30 грудня
  - У 104-річному віці померла Рита Леві-Монтальчині, італійський нейробіолог, нобелівський лауреат.[1]
- 26 грудня
  - У Казахстані розбився літак Ан-72, на борту якого знаходилося 27 людей. Всі пасажири загинули. Серед загиблих сім членів екіпажу, директор Прикордонної служби КНБ Казахстану Турганбек Стамбеков, а також військовослужбовці, які брали участь 25 грудня на засіданні Військового ради Прикордонної служби.[2]
  - У 72-річному віці померла Фонтелла Басс, виконавиця музики соул.[3]
  - Михайла Фоменка затверджено головним тренером збірної України з футболу.[4]
  - Парламент Японії затвердив Абе Сіндзо на посаді прем'єр-міністра країни; Сіндзо обійняв цю посаду вдруге.[5]
  - В Китаї офіційно відкритий найдовший у світі високошвидкісний залізничний маршрут, який з'єднав Пекін і Гуанчжоу.[6]
- 25 грудня
  - У результаті падіння вертольота МІ-8 внутрішніх військ МВС України у Кіровоградській області загинули 5 осіб.[7]
- 24 грудня
  - Президент України Віктор Янукович призначив склад другого уряду Миколи Азарова.[8]
- 23 грудня
  - У віці 76 років помер Роман Мих, заслужений архітектор УРСР, багатолітній головний архітектор Львова.[9]
- 22 грудня
  - Єгиптяни на референдумі підтримали конституцію, укладену «братами-мусульманами».[10]
- 19 грудня
  - Вперше президентом Південної Кореї обрана жінка Пак Кин Хе, дочка чільника держави з 1961 по 1979 рік генерала Пак Чон Хі.[11]
- 18 грудня
  - Загинув заслужений тренер України Анатолій Заяєв.[12]

- 17 грудня
  - Консорціум W3C уклав специфікації HTML5.
  - Завершилася GRAIL, програма NASA з вивчення гравітаційного поля і внутрішньої будови Місяця, зонди «Ебб» і «Флоу» розбилися об поверхню Місяця.[13]

- 16 грудня
  - Опозиційна Ліберально-демократична партія перемогла на парламентських виборах в Японії.[14]
  - Франція вивела свій військовий контингент з Афганістану.[15]
  - У Харкові у результаті вибуху у шістнадцятиповерхівці загинуло четверо людей, ще восьмеро шпиталізовано з травмами різної складності. Одна дитина у тяжкому стані — у неї опіки дихальних шляхів. У дорослих — переломи і рвані рани. Усіх мешканців відселили. Попередня причина трагедії — вибух газового балону.[16][17]

- 15 грудня
  - У Харкові було вбито родину судді. У квартирі знайдено 4 обезголовлених тіла.[18]
- 14 грудня
  - Унаслідок стрілянини у початковій школі «Сенді Гук» в американському місті Ньютаун (Коннектикут) загинуло 27 людей, з них двадцятеро — діти.[19]
- 13 грудня
  - Новим головою Верховної Ради України обраний представник Партії регіонів Володимир Рибак.[20]
  - У віці 92 років помер Василь Левкович (на фото), останній із живих полковників УПА.[21]
  - Миколу Азарова переобрано прем'єр-міністром України[22].
- 9 грудня
  - Футболіст «Барселони» і збірної Аргентини Ліонель Мессі встановив новий рекорд за кількістю голів за календарний рік, побивши рекорд німця Герда Мюллера 1972 року.[23]

- 8 грудня
  - Конференція ООН зі зміни клімату в столиці Катару прийняла пакет рішень «Дохійський кліматичний портал», який продовжує дію Кіотського протоколу.
  - До першої річниці смерті Кім Чен Іра влада КНДР по спеціально збудованій залізниці привезла в його мавзолей, Кимсусанський палац Сонця, його яхту.

- 7 грудня
  - В Індексі сприйняття корупції, укладеному Transparency International, Україна названа найкорумпованішою країною Європи.
  - Закон Магнітського: США запровадили санкції проти чиновників з Росії.
- 6 грудня
  - Помер американський джазовий піаніст Дейв Брубек
  - Оголошені номінанти 55-ї щорічної музичної нагороди Греммі.
- 5 грудня
  - Міжнародний олімпійський комітет позбавив українського легкоатлета Юрія Білонога золотої медалі Олімпіади в Афінах через виявлений допінг.
  - Катастрофа літака Douglas C-47TP біля Джаєнтс-Касл.
  - Померли бразильський архітектор Оскар Німеєр, американський джазовий піаніст Дейв Брубек.
  - Борут Пахор обраний президентом Словенії.
  - У віці 92 роки помер православний патріарх Антіохії Ігнатій IV.
- 3 грудня
  - Уряд Миколи Азарова відправлено у відставку.

- 1 грудня
  - Олена Підгрушна виборола друге місце у спринтерській гонці на першому етапі Кубку світу з біатлону.[24]
  - Ганна Ушеніна стала чемпіонкою світу з шахів серед жінок, обігравши у фіналі світової першості в Ханти-Мансійську Антоанету Стефанову з Болгарії.[25]
  - Енріке Пенья Ньєто офіційно заступив на посаду Президента Мексики.[26]
  - На дитячому Євробаченні-2012 перемогла українка Настя Петрик.
  - 25-та щорічна церемонія вручення премії «Європейський кіноприз» за досягнення в європейському кінематографі.